# Теорема Римана — Роха для поверхностей
Теорема Римана — Роха для поверхностей описывает размерность линейных систем на алгебраической поверхности. В классическом виде теорему первым сформулировал Кастельнуово после предварительных версий Макса Нётера и Энриквеса. Версия в терминах пучков принадлежит Хирцебруху.

## Утверждение теоремы
Одна из форм теоремы Римана — Роха утверждает, что если D является дивизором несингулярной проективной поверхности, то
{\displaystyle \chi (D)=\chi (0)+{\tfrac {1}{2}}D.(D-K)\,},
где χ — голоморфная эйлерова характеристика, символ «точка» — индекс пересечения, а K — канонический дивизор. Константа χ(0) является голоморфной эйлеровой характеристикой тривиального расслоения и равна 1 + pa, где pa — арифметический род поверхности. Для сравнения, теорема Римана — Роха для кривой утверждает, что {\displaystyle \chi (D)=\chi (0)+deg(D)}.

## Формула Нётера
Формула Нётера утверждает, что
{\displaystyle \chi ={\frac {c_{1}^{2}+c_{2}}{12}}={\frac {(K.K)+e}{12}}},
где χ=χ(0) — голоморфная эйлерова характеристика, {\displaystyle c_{1}^{2}=(K.K)} — число Чженя и число самопересечений канонического класса K, а {\displaystyle e=c_{2}} является топологической эйлеровой характеристикой. Формула может быть использована для замены члена χ(0) в теореме Римана — Роха в топологических терминах. Это даёт теорему Хирцебруха — Римана — Роха для поверхностей.

## Связь с теоремой Хирцебруха — Римана — Роха
Для поверхностей теорема Хирцебруха — Римана — Роха, по существу, является теоремой Римана — Роха для поверхностей, скомбинированной с формулой Нётера. Чтобы это видеть, напомним, что для любого дивизора D на поверхности существует обратимый пучок L = O(D), такой, что линейная система дивизора D является более или менее пространством сечений L.
Для поверхностей класс Тодда — это {\displaystyle 1+c_{1}(X)/2+(c_{1}(X)^{2}+c_{2}(X))/12}, а характер Чженя пучка L — это просто {\displaystyle 1+c_{1}(L)+c_{1}(L)^{2}/2}. Таким образом, теорема Хирцебруха — Римана — Роха утверждает, что
{\displaystyle {\begin{aligned}\chi (D)&=h^{0}(L)-h^{1}(L)+h^{2}(L)\\&={\frac {1}{2}}c_{1}(L)^{2}+{\frac {1}{2}}c_{1}(L)\,c_{1}(X)+{\frac {1}{12}}\left(c_{1}(X)^{2}+c_{2}(X)\right)\end{aligned}}}
К счастью, формулу можно переписать в более ясном виде следующим образом. В первую очередь, полагая D = 0, получим, что
{\displaystyle \chi (0)={\frac {1}{12}}\left(c_{1}(X)^{2}+c_{2}(X)\right)}     (Формула Нётера)
Для обратимых пучков (линейных расслоений) второй класс Чженя равен нулю. Произведения вторых классов когомологий можно отождествить с числами пересечения в группе Пикара, и мы получаем более классическую версию теоремы Римана — Роха для поверхностей:
{\displaystyle \chi (D)=\chi (0)+{\frac {1}{2}}(D.D-D.K)}
При желании мы можем использовать двойственность Серра для выражения {\displaystyle h^{2}(\mathrm {O} (D))} как {\displaystyle h^{0}(\mathrm {O} (K-D))}, но, в отличие от случая кривых, не имеется в общем случае простого пути записать член {\displaystyle h^{1}(\mathrm {O} (D))} в форме, не использующей когомологии пучков (хотя, на практике, он часто обращается в нуль).

## Ранние версии
Наиболее ранние формы теоремы Римана — Роха для поверхностей часто формулировались в виде неравенств, а не равенств, поскольку не было прямого геометрического описания групп первой когомологии. Типичный пример формулировки дал Зарисский, в которой утверждается
{\displaystyle r\geqslant n-\pi +p_{a}+1-i},
где
- r — размерность полной линейной системы |D| дивизора D (так что {\displaystyle r=h^{0}(\mathrm {O} (D))-1})
- n — виртуальная степень дивизора D, задаваемая числом самопересечений (D.D)
- π — виртуальный род дивизора D, равен 1 + (D.D + K.D)/2
- pa — арифметический род {\displaystyle \chi (\mathrm {O} _{F})-1} поверхности
- i — индекс специфичности дивизора D, равен {\displaystyle dimH^{0}(\mathrm {O} (K-D))} (что, согласно двойственности Серра, равно {\displaystyle dimH^{2}(\mathrm {O} (D))}).

Разность двух частей этого неравенства называется избыточностью s дивизора D.
Сравнение этого неравенства с версией теоремы Римана — Роха с пучками показывает, что избыточность дивизора D задаётся равенством {\displaystyle s=dimH^{1}(\mathrm {O} (D))}. Дивизор D назывался регулярным, если {\displaystyle i=s=0} (или, другими словами, если все группы высоких когомологий O(D) обращаются в нуль) и избыточным, если {\displaystyle s>0}.